# 토양액상화

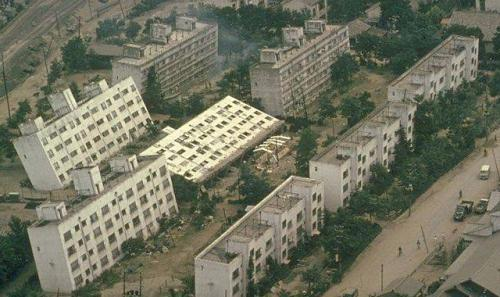
1964년 니가타 지진 당시 지반의 액상화로 인해 건물 통째로 넘어진 아파트.

토양액상화(土壤液狀化, 영어: soil liquefaction)는 토양이 응력을 받았을 때 강성과 전단강도를 상실하여 액체처럼 되는 현상이다. 토질역학에서 액상화라는 말은 1918년 앨런 헤이즌이 캘리포니아의 캘러베러스 댐 붕괴를 설명하기 위해 최초로 사용했다.

## 토양 액상화 조건

모래 지반의 모래 입자가 진동으로 액상화하는 모습 (모식도)

토양액상화 조건은 지하수가 지상에서 낮은 곳에 있을 것, 연약 지반인 모래나 실트질이 조성됐을 것, 지진, 발파, 말뚝 타입 등의 충격하중에 의한 진동이 있을 것 세 가지이다.
모래와 실트(silt)지로 이뤄진 퇴적층이 두꺼울수록 발생이 유리하다. 지진이 일어날 때 땅의 표층 깊이가 깊을수록 지진파가 지층의 상부로 가면서 더 증폭되며 이에 따라 액상화되기 쉽다. 액상화는 지표부터 깊은 곳까지 발생한다.

## 결과
지진, 발파, 말뚝 타입 등의 충격하중이 가해지면 일시적으로 지반 내의 물이 받는 공극수압(u)이 증가하고 흙 입자가 받는 유효응력(σ')이 0이 되어({\displaystyle \sigma '=\sigma -u=0}) 지반이 건물 등의 하중을 받지 못하고 물만이 하중을 받는 상태가 된다({\displaystyle \sigma =u})
일반적으로 액상화 현상이 발생하면 물과 모래가 일부 땅 위로 분출되고 공간이 생길 수 있으므로 도로침하나 싱크홀 발생의 위험이 있다.

## 사례
대한민국에서는 2017년 발생한 포항 지진으로 흥해읍, 망천리, 매산리, 학선리, 청하면 소동리, 미남리 등에서 액상화 현상이 공식적으로 확인된 바가 있다. 특히 흥해읍 망천리 논에서는 액상화 지수 높음에 해당하는 6.5가 측정되었다.
미국에서는 Fort Peck 댐의 사면이 토양액상화에 의해 활동하는 사례가 있었다.
- 토양액상화에 의해 사면활동이 일어나기 전의 미국 Fort Peck 댐
- 토양액상화에 의해 사면활동이 일어난 미국 Fort Peck 댐

그 외에 2011년 2월에 뉴질랜드에서 발생한 지진으로 토양액상화 현상이 일어난 사례가 있다.
- 2011년 2월 뉴질랜드에서 지진으로 인한 액상화현상이 일어났다. 차가 빠진 곳을 주목하라.

## 같이 보기
- 아터버그 한계
- 지진공학
- 이화산
- 머드플로우
- 분사 (지질학)
- 침하
- 틱소트로피

## 참고 문헌
- 장병욱; 전우정; 송창섭; 유찬; 임성훈; 김용성 (2010). 《토질역학》. 구미서관. 65-66쪽. ISBN 978-89-8225-697-4.